# Émile Parys
Émile Parys, de son nom complet Émile Constant Victor Parys, né à Verviers le 29 septembre 1897 et décédé à Heusy le 7 octobre 1956, fut un ouvrier belge, syndicaliste puis homme politique socialiste.

## Biographie

### Jeunesse et origine familiale
Émile Constant Victor Parys naît à Verviers, le 29 septembre 1897, dans un milieu modeste : son père, Victor Joseph Parys (1860 - 1921), exerce la profession de magasinier tandis que sa mère, Henriette Marie Françoise Rousselle (1863 - 1920), est femme au foyer et ménagère.
Son père est le premier membre de la famille Parys à être né à Verviers. Le grand-père paternel d'Émile, Pierre Parys (1830 - 1899), était natif de l'ancienne commune de Sart, alias Sart-lez-Spa, tandis que son grand-père maternel, en l'honneur duquel Émile a reçu son deuxième prénom, Constant Joseph Rousselle (1834 - 1895), était natif d'Izier. Tous deux exerçaient la profession de cocher. Quant à la famille Parys, elle était d'origine anversoise : l'arrière-grand-père d'Émile, Pierre Luc Parys (1798 - 1847) était né à Anvers, d'un père (Petrus Parys, 1708 - 1788) également natif de cette ville et d'une mère native de Tielen avec des origines plus lointaines à Lille et Grobbendonck ; cet arrière-grand-père fut le premier de la famille à venir vivre en Wallonie, où il travailla comme sous-brigadier des douanes. Le plus lointain ancêtre connu de la famille Parys était Adrianus Parys (ca. 1655 - 1694), également Anversois.
Émile a trois sœurs : Berthe Philomène Parys, née en 1886, Catherine Marie Constance, née en 1888, et Emma Marie Mariette, née en 1901. En 1915, durant la première guerre mondiale, Émile déménage à Andrimont avec ses parents et sa sœur cadette - les deux sœurs aînées étant déjà mariées -, il ne reviendra à Verviers qu'en 1920, après la mort de sa mère. Vers cette époque, il commence à travailler comme ouvrier fileur à l'usine La Vesdre, société anonyme.

### L'entre-deux-guerres
Ouvrier fileur dans le textile, Émile Parys est également militant syndical. Dès la fin de la première guerre mondiale, il intègre le Comité de la Fédération de la laine peignée, une organisation syndicale verviétoise qui a la réputation d'être à la fois la plus riche et la plus combative de la région. 
En 1920, les organisations syndicales renouvellent, avec le patronat local, la convention collective conclue sous l’égide de Jean Roggeman en 1906. Roggeman (1872 - 1928), surnommé « le Père du syndicalisme verviétois », était entré dans l'histoire belge en cette année 1906 lorsque, au terme d'un conflit social particulièrement dur et éprouvant, après plusieurs mois d'opposition entre la Fédération des patrons du textile et la Confédération syndicale de Verviers, créée par Roggeman lui-même en 1902, il avait obtenu la signature de la toute première convention collective à long terme de Belgique et la création du premier organisme permanent de conciliation entre patrons et ouvriers.
Or, en 1920, les 4.000 affiliés de la Fédération de la laine peignée (« le Peigné ») s’opposent majoritairement à cette reconduction du régime de 1906, estimant que celui-ci ne permet plus de « choisir les bons moments où l’industrie prospère pour réclamer des avantages nouveaux ». Les 4.000 affiliés du Peigné, qui représentent alors un bon quart des effectifs du textile verviétois, en refusant cette reconduction, s’excluent ainsi de la Fédération ouvrière verviétoise.
En conséquence, la Fédération de la laine peignée introduit, dès octobre 1921, de nouvelles revendications. Dès cette époque, une grève est déclenchée pour obtenir une hausse des salaires ; le patronat réplique par un lock-out. Les usines sont fermées et les non-grévistes ne sont donc plus rémunérés ; la pression est telle que le Peigné doit avouer sa totale défaite en mai 1922.
Or, à cette époque, le Peigné marchait dans les traces de Roggeman en ce qui concernait l'indépendance syndicale vis-à-vis des partis politiques, aussi le Peigné n'avait-il donc aucun lien organique avec le POB, le Parti Ouvrier Belge, contrairement aux autres syndicats locaux. La Fédération du Peigné devint donc un terrain de propagande pour le jeune PCB, le Parti Communiste Belge, né en septembre 1921. Les communistes deviennent de plus en plus nombreux au sein du Peigné, et y obtiennent des postes-clefs : Henri Lambert devient secrétaire adjoint en 1925, Guillaume Pétry devient président de la Fédération en 1927 et obtient la majorité des sièges au sein du Bureau fédéral (l'organe de direction générale syndicaliste) l’année suivante.
Émile Parys faisait alors partie de la minorité au sein du Peigné, et tenta en vain de lutter contre la mainmise communiste sur l’organisation. Devant son impossibilité à contrecarrer l'influence grandissante des communistes, il finit par quitter le Peigné en avril 1929, avec d’autres militants qui, avec lui, créent une nouvelle association. Il devient alors le secrétaire permanent de ce syndicat socialiste, et il installe dans un premier temps son bureau dans les locaux du POB, à la Maison du Peuple locale. Le nombre d'affiliés au syndicat fondé par Émile et ses compagnons explose, et après seulement quelques mois d'existence il compte déjà 2 700 adhérents, tandis que la Fédération du Peigné n'en compte plus que 1 600. Émile Parys et son syndicat peuvent alors, dès 1930, réintégrer la Fédération ouvrière textile verviétoise.
En 1935, la Fédération verviétoise rejoint à nouveau la Centrale des Ouvriers Textiles de Belgique (COTB), qu'elle avait quittée peu après 1918 à la suite d'un désaccord sur la centralisation de la Centrale à Gand.

### La deuxième guerre mondiale
Après la déclaration de guerre à la Belgique par l'Allemagne et l'invasion allemande, qui débute le 10 mai 1940 et s'achève le 28 du même mois après la Campagne des Dix-Huit jours et la capitulation belge, la Belgique vit sous l'Occupation nazie. Dans ce contexte, Henri De Man (1885 - 1953), membre du POB - duquel il est Président depuis 1939, après la mort d'Émile Vandervelde - et ancien Ministre des Travaux Publics (1934 - 1935) et des Finances (1936 - 1938), conseiller du roi Léopold III l'ayant poussé à la capituler, publie le 28 juin 1940 le Manifeste aux membres du POB. Ce texte scandalise de nombreux socialistes, dont Émile Parys : dans ce Manifeste, De Man, qui était depuis plusieurs années convaincu que la démocratie parlementaire était incapable d'enrayer la progression du fascisme et prônait l'avènement d'un État autoritaire comme seule solution viable pour lutter contre le système politique de l'époque qu'il jugeait trop ploutocratique, déclare qu'il dissout le POB. Pis encore, il appelle les membres de ce désormais défunt parti à ne pas résister à l'occupation allemande, déclarant : « La guerre a amené la débâcle du régime parlementaire et de la ploutocratie parlementaire dans les soi-disant démocraties. Pour les classes laborieuses et pour le socialisme, cet effondrement d'un monde décrépit, loin d'être un désastre, est une délivrance ».
Refusant d'accepter la dissolution du POB et de se soumettre pacifiquement à l'Occupant, Émile Parys entreprend de collaborer avec le député socialiste liégeois René Delbrouck (nl) (1902 - 1942), le militant socialiste welkenraedtois Charles Rahier (1909 - 1996), l'échevin beynois et Conseiller provincial Joseph Leclercq (1886 - 1961) et d'autres militants comme Salomon Delloye et Jules Lemaire ; ils participent ensemble à la rédaction du premier journal socialiste clandestin, dont le premier numéro paraît dès juillet 1940 sous le titre de Résurrection. Ce journal se veut résolument hostile à Henri De Man, jusqu'à son titre même : puisque De Man a proclamé la dissolution et donc la « mort » du POB, René Delbrouck et ses collaborateurs veulent se charger de ressusciter le parti ouvrier et socialiste, belge et ses idéaux.
Grâce à Charles Rahier, qui travaillait avant-guerre dans un atelier d'imprimerie, le premier numéro du journal peut être imprimé à 200 exemplaires. Le journal gagne des soutiens, et rapidement de nouveaux membres se joignent à Delbrouck, Rahier, Leclercq, Parys, Delloye et Lemaire, comme Théodule Gonda (†1942), bourgmestre de Flémalle, le résistant et futur Premier ministre Edmond Leburton, ou encore Fernand Noppens, syndicaliste et métallurgiste très actif à Seraing.
Après quelques numéros, le journal Résurrection est cependant renommé Le Monde du travail. Le journal connaît tout de suite un certain succès, et devient rapidement le plus important journal clandestin de la région ; alors que sa rédaction était dans un premier temps réalisée sur une vieille machine à écrire dans les locaux de l'administration communale d'Ougrée, son succès oblige rapidement ses auteurs à déplacer le lieu de son impression dans une imprimerie en Outremeuse. Rapidement, plusieurs centaines de bénévoles contribuent à la distribution du journal, malgré les arrestations. Émile Parys contribue alors aussi bien à la rédaction de cette presse clandestine et à sa diffusion qu'aux réunions du nouveau Parti socialiste clandestin. 
Le Monde du Travail réalise l'exploit, alors qu'il est un journal clandestin, de sortir de façon périodique : la sortie du journal est d'abord hebdomadaire, avant de devenir bimensuelle puis mensuelle. Son tirage, au départ modeste - les 11 premiers numéros ne furent tirés qu'à 200 exemplaires -, finit par atteindre les 35 000 exemplaires alors que le journal était distribué dans toute la Province de Liège et atteignait même Bruxelles. Plusieurs personnalités politiques en vue, ou qui auront d'importantes fonctions politiques après-guerre, y rédigèrent des articles : le syndicaliste Joseph Bondas (1881 - 1957), le journaliste et ancien sénateur Louis de Brouckère (1870 - 1951), le futur professeur à l'Université de Liège, ambassadeur, sénateur et député européen Fernand Dehousse (1906 - 1976), le futur député et sénateur Georges Dejardin (1914 - 1993), le bourgmestre de Seraing et futur ministre Joseph Merlot (1886 - 1959), le militant et futur député et sénateur Hubert Rassart (1908 - 1994) ou encore l'avocat, professeur et futur ministre Léon-Éli Troclet (1902 - 1980)... 
Le site web The Belgian Warpress raconte en détails comment Le Monde du Travail était alors imprimé et distribué clandestinement : « Deux compositeurs typographes, Edgard Collinet et Fernand Roux, préparent le travail de composition dans une mansarde sous la direction de Delbrouck (jusqu’en juin 1941), puis de Rahier. La composition achevée, ils enfourchent leur vélo pour apporter les formes à l’imprimerie puis, le tirage achevé, ils défont et rangent les caractères pour ne laisser subsister aucune trace matérielle de leur action. Rahier, travaillant le soir jusque parfois tard dans la nuit, tire alors la feuille avec l’aide de Paul Lallemand et de François Brasseur, ce dernier assurant la liaison entre Liège et les communes voisines. Une fois imprimés, les exemplaires sont emballés par paquets de 500 ou de 1000 et, selon leur destination, des convoyeurs les transportent en charrette à bras ou sur le porte-bagage des vélos jusqu’aux lieux de rendez-vous où ils sont remis aux distributeurs. En cette époque de strict rationnement où le matériel d’impression est hors de prix, Rahier peut obtenir, par ses contacts au sein de la famille socialiste, 3000 kilos de papier de l’Imprimerie coopérative de Huy ; ils sont discrètement entreposés dans le pigeonnier d’un camarade sûr à Cointe, sur les hauteurs de Liège. Le 22 juin 1941, jour de l’invasion de l’Union soviétique par la Wehrmacht, Delbrouck se voit arrêté et embastillé au fort de Huy en même temps que de nombreux militants communistes et socialistes de gauche de la région au cours de l’opération Sonnewende. Il ‘tombe’ beaucoup plus victime de son implication en tant que mandataire public dans les grèves de mai 1941 et de son passé de ‘subversif’ au sein de la JGS que de ses activités dans la presse clandestine, ignorées de la Sipo-SD. »
En 1941 est fondée l'UTMI, l'Union des travailleurs manuels et intellectuels : il s'agit d'une association de syndicats belges mise sur pied par l'Occupant, née de la volonté allemande de fusionner tous les syndicats belges au sein d'une même organisation. La création de cette union syndicale, collaborationniste par nature, avait été soutenue par de grands noms de l'époque : Henri De Man, bien sûr, mais également August Cool (nl) (1903 - 1983), Paul-Willem Segers (1900 - 1983), Victor Grauls, Henri Caprasse, Jules Roskam ou encore Alphonse Colle.
Ces leaders syndicalistes pensaient alors que l'Allemagne allait inévitablement gagner la guerre, et que la Belgique d'après-guerre serait un État autoritaire, placé sous l'autorité du roi - éventuellement sous influence allemande -, et qu'ils pourraient jouer un rôle politique dans ce nouvel État ; mais en réalité l'occupant voulait utiliser ce syndicat unique pour mettre l'économie belge au service de l'industrie de guerre allemande. Lorsque cet objectif devint évident aux yeux de tous, de nombreux membres de l'UTMI quittèrent l'organisation, dans laquelle ne demeurèrent, pour la plupart, que des collaborationnistes convaincus.
Émile Parys eut de nombreuses altercations avec le responsable verviétois de l'UTMI, qui s'était emparé de la Maison syndicale de Verviers. Avec l'aide de Nicolas Denis, Émile réussit à dérober la liste des affiliés de l'UTMI, ce qui lui permit de rendre publics les noms des affiliés du syndicat collaborationniste. Mis en danger de mort par son action, Émile est alors contraint de quitter Verviers en mars 1942. Pour éviter de subir le même sort que les plus infortunés de ses compagnons - comme René Delbrouck qui fut arrêté le 22 juin 1941, brièvement détenu à Huy puis envoyé au camp de concentration de Neuengamme où il mourut le 20 juin 1942, ou Théodule Gonda qui mourut à celui de Mauthausen en 1942 -, il est alors contraint de vivre dans la clandestinité jusqu'à la Libération, plus particulièrement la Libération de Verviers le 9 septembre 1944, qui suit de quelques jours la dissolution de l'UTMI.

### L'après-guerre
Après la Libération, Émile Parys participe, avec le journaliste et syndicaliste Octave Pétry (1901 - 1959) et le sénateur Léonard Ohn (1872 - 1967) à la reconstruction du parti socialiste à Verviers. Il déménage également avec sa famille sur les hauteurs sud de Verviers, dans l'ancienne commune de Heusy.
Émile reprend alors ses fonctions de permanent syndical pour le Peigné en cette fin 1944, tout en étant délégué au ravitaillement. En 1946, il succède à Alexandre Duchesne (1880 - 1967), qui allait devenir bourgmestre de Verviers l'année suivante, à la présidence de la régionale wallonne de la COTB, ce qui lui permet d'intégrer le Bureau national de la FGTB (Fédération Générale du Travail de Belgique). Sur le plan politique, il devient également membre du Bureau de la Fédération verviétoise du nouveau Parti socialiste belge (PSB), issu de la refonte du POB en 1945, ainsi que membre de son Bureau national. L'homme politique socialiste Léon-Eli Troclet (1902 - 1980), devenu ministre du Travail et de la Prévoyance sociale en 1945, intègre par la suite Émile Parys dans son cabinet ministériel en tant que conciliateur social pour la Wallonie. Émile est alors amené à intervenir un peu partout sur le terrain et dans tous les secteurs à l’occasion des nombreux conflits sociaux de l’après-guerre, qui s'inscrivent dans un climat de tensions à tous les échelons de la société, comme en témoignent la Question royale ou encore la deuxième guerre scolaire.
Il voyage également en Italie, à New-York, à Vienne, à Amsterdam, etc. pour assister à diverses conférences et divers congrès.
Émile Parys décède finalement le 7 octobre 1956 en la commune d'Heusy, où il s'était installé.
Quant au Monde du Travail qu'Émile avait contribué à fonder et distribuer, il ne disparaît pas après la guerre : il est repris en main par la Fédération liégeoise du PSB, qui s'en sert pour exprimer son point de vue, car elle estime que le journal du Parti, Le Peuple, est trop centré sur les intérêts bruxellois. Dès la Libération de Verviers, le journal est imprimé dans les ateliers du journal La Wallonie sous la direction de Charles Rahier, mais rapidement le manque d'argent se fait sentir et Rahier se voit contraint de confier l'impression du journal au Peuple, dont Le Monde du Travail n'est alors plus que l'édition liégeoise. Le journal continua d'exister jusqu'en 1980 : ni Le Monde du Travail ni Le Peuple ne survivront à la démocratisation de la télévision ; par ailleurs, la presse de gauche n'ayant pas le profit pour but, le financement des journaux était devenu de plus en plus compliqué.

## Mariage et postérité
Émile Parys avait épousé, le 26 avril 1924 à Verviers, la Verviétoise Marie Jeanne Berthe Grosfils (1901 - 1985), fille de tisserand et issue de nombreuses familles verviétoises liées au textile. Les Grosfils étaient l'une des plus anciennes familles de Verviers, dont les plus anciens membres sont mentionnés dans les registres paroissiaux de la ville dès 1607 et dont le premier membre à avoir porté ce patronyme fut vraisemblablement Antoine Grosfils (ca. 1570 - 1636), originaire de Melen, fils d'un certain Jean de Labbie dont « Gros filz » était le sobriquet, et cité comme menuisier en Crapaurue en 1633 ; il était venu s'installer à Verviers après son mariage avec la Verviétoise Catherine Le Corbisier (ca. 1585 - 1663), qui fut inhumée en l'Église Notre-Dame-des-Récollets. L'arrière-grand-père de Berthe Grosfils, Jacques Eugène Grosfils (1802 - 1876...1883) était également un cousin sous-germain d'Élisa Évelina Antoinette Grosfils (1820 - 1886), épouse du sénateur verviétois Armand Collet-Grosfils (1815 - 1892). De manière plus contemporaine, l'épouse d'Émile Parys descendait de plusieurs familles ouvrières fortement implantées dans le milieu textile verviétois des XVIIIe et XIXe siècles, notamment les Lamotte, Grignard, Caron, Oudin, Payot, ou encore Hausta, qui furent toutes des familles de tisserands, laineurs, couturières, peigneuses et épouleuses.
De son union avec Berthe Grosfils naquirent deux filles : Marcelle Philomène Jeanne Parys (1924 - 2002) et Françoise Juliette Léontine Parys (1926 - 2018). Toutes deux se marièrent à Verviers ou Heusy et eurent une postérité.